# Bicellonycha wickershamorum
Bicellonycha wickershamorum là một loài bọ cánh cứng trong họ Đom đóm (Lampyridae). Loài này được Cicero miêu tả khoa học năm 1982.